# Sueco de Finlandia
El sueco de Finlandia o sueco finés (en sueco: finlandssvenska, finés: suomenruotsi) es una de las dos lenguas oficiales de Finlandia. Hablado por el 5.6 % de la población en Finlandia continental y un 92.4 % en las islas de Åland, donde diversos tratados nacionales e internacionales garantizan el monolingüismo.
El estatus de lengua oficial lo garantiza la constitución e indirectamente diversos tratados internacionales. El partido político que representa a los hablantes de sueco, el Svenska Folkpartiet («Partido Popular Sueco»), ha estado relacionado con la mayor parte de los gobiernos desde la independencia de Finlandia, lo que ha contribuido a reforzar su posición como lengua oficial (en 2008, un 46,6% sabía hablar sueco).
Como curiosidad, la localidad de Hammarland es la que cuenta con más hablantes de sueco.

## Características
El sueco hablado en Finlandia está regulado por el Instituto de Investigación de Lenguas de Finlandia que sobre todo se ocupa de mantener la lengua lo más parecida posible al sueco de Suecia evitando préstamos o calcos del finés. En la mayor parte de los casos, no hay grandes diferencias entre el sueco estándar de Suecia y el "högsvenska" (literalmente sueco elevado) de Finlandia. Hay bastantes diferencias entre los dialectos en la región de Ostrobotnia, cerca del Golfo de Botnia, y sueco estándar. También, en argots de ciudades finesas hay grandes influencias en la vocabulario del finés.
Su entonación se parece más a la de la Suecia del norte, mientras que la prosodia del sur de Suecia, se parece más a la del danés o el noruego. Su vocabulario ha recibido influencia del finés (y más modernamente del inglés) y también tiene términos ya en desuso en Suecia.
La fonología es idéntica, pero tiene algunas diferencias mínimas en la pronunciación de vocales: el fonema /ʉ/ está más centralizado y el fonema /ɧ/ es más frontal en Finlandia continental que en Suecia o Åland. El acento tonal de las palabras, que puede servir para diferenciar algunos dialectos del sueco o el noruego, no está presente en el sueco finlandés (salvo en algunas partes de Snappertuna).
Muchos suecos suelen confundir el sueco finlandés con el sueco que hablan las personas que tienen como primera lengua el finés en Finlandia. Lo que hace que se frustren los suecófonos fineses.

## Aspecto legislativo
La ley de relaciones lingüísticas del siglo XIX permite cambios (el último se hizo en 2003). El artículo 5 regula el bilingüismo:
- Un municipio monolingüe se vuelve bilingüe si el número de hablantes pasa los 3.000 o tiene un porcentaje mayor del 8%.
- Un municipio bilingüe se vuele monolingüe si el número de hablantes desciende a menos de 3.000 o el porcentaje baja a menos del 6 % de la población.

Estas reglas son importantes para la señalización bilingüe de carreteras.
En 2006, de los 431 municipios finlandeses: 
- 368 monolingües en finés.
- 21 bilingües con mayoría finés.
- 23 bilingües con mayoría sueco.
- 19 monolingües en sueco, 16 en Åland y 3 en Ostrobotnia.